# Dilek Engin
Dilek Engin (* 19. Juli 1981 in Wuppertal) ist eine deutsche Politikerin (SPD). Sie ist seit 2022 Abgeordnete im Landtag von Nordrhein-Westfalen.

## Leben
Dilek Engin ist in Wuppertal aufgewachsen und engagierte sich schon früh in der Schülervertretung. Sie absolvierte nach dem Abitur 2002 von 2002 bis 2011 ein Lehramtsstudium der Fächer Deutsch und Sozialwissenschaften an der Bergischen Universität Wuppertal. Es folgten ein Referendariat an der Else-Lasker-Schüler-Gesamtschule in Wuppertal-Elberfeld  und das zweite Staatsexamen 2013. Sie blieb an dieser Schule tätig, seit 2017 als Oberstudienrätin.

## Partei und Politik
Engin ist seit 2012 Mitglied der SPD, gehört dem Rat der Stadt Wuppertal an und ist dort stellvertretende Fraktionsvorsitzende ihrer Partei. Bei den Kommunalwahlen in Nordrhein-Westfalen 2014 konnte sie in Wuppertal einen Wahlkreis für die SPD zurückgewinnen. Im Jahr 2022 wurde sie stellvertretende Vorsitzende des SPD-Unterbezirks.
Bei der Landtagswahl in Nordrhein-Westfalen 2022 gewann sie das Direktmandat im Landtagswahlkreis Wuppertal II und zog als Abgeordnete in den Landtag von Nordrhein-Westfalen ein. Engin ist schulpolitische Sprecherin der SPD-Fraktion.